# Iglesia de San Juan Bautista (Aguiró)

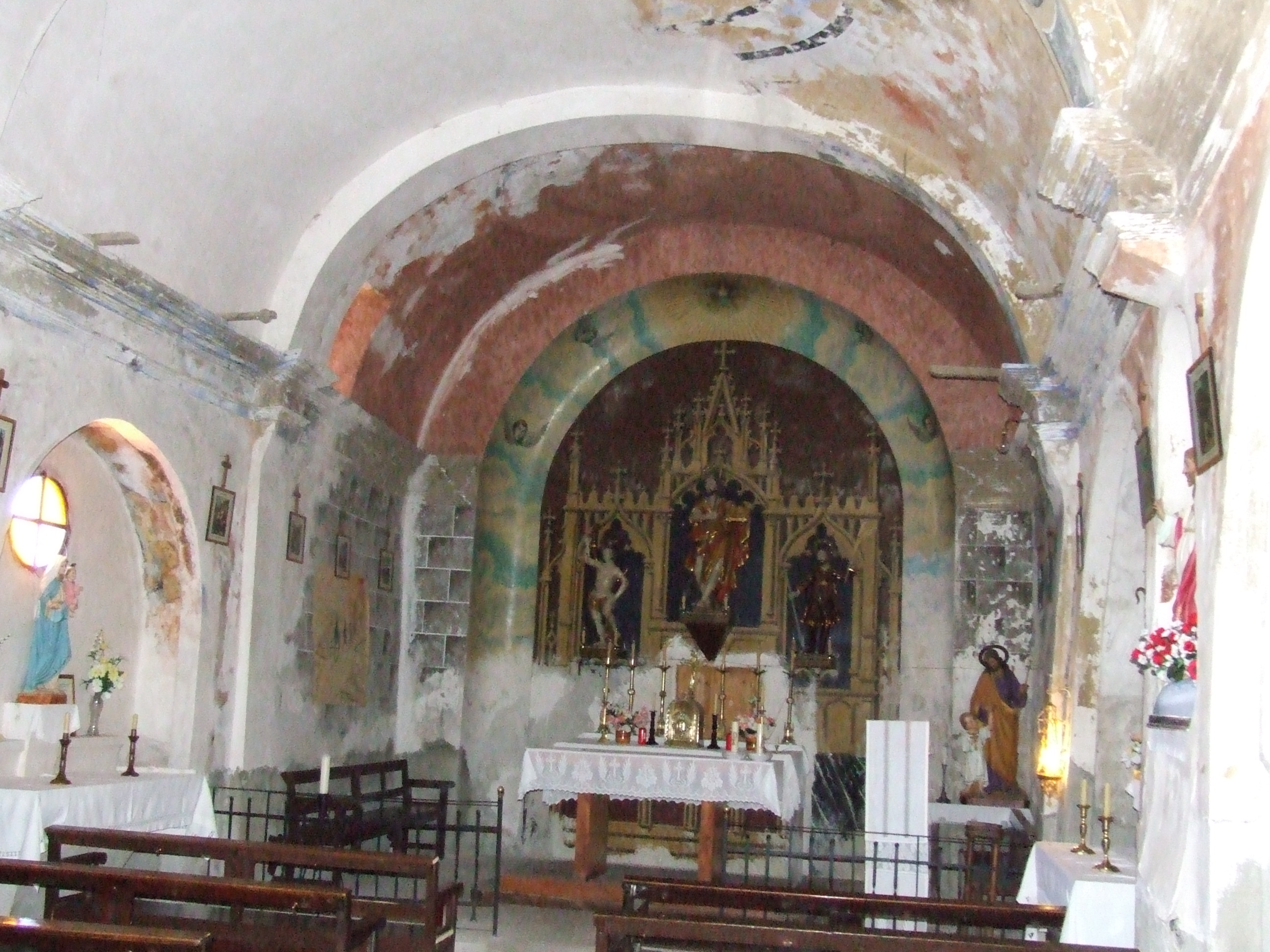
Interior de la iglesia.

San Juan Bautista de Aguiró es en el término municipal de La Torre de Cabdella en la comarca del Pallars Jussá, en el pueblo de Aguiró.
La iglesia de Sant Joan d'Idir está documentada aparentemente desde el 986, pero son unos documentos falsos que en realidad pertenecen a finales del siglo XI.
La iglesia actual, que presenta transformaciones respecto de la original, románica, es de una nave con un pequeño campanario cuadrado en el ángulo nor-oriental. El templo actual se muestra cambiado: la entrada está a levante, donde debió existir el ábside y el altar, a poniente, en el lugar que debería ser los pies de la nave. Detrás aún se añadió una sacristía.
La bóveda de la nave es de arco de medio punto, reforzado con tres arcos torales. Todo esto hace la impresión de ser obra del siglo XVII. Ahora bien, la extraña sacristía que hay en los pies de la nave, se puede descubrir la obra románica subsistente de las muchas reformas que ha sufrido: es la base de un campanario cuadrado, con obra de la segunda mitad del siglo XI. Todavía se pueden ver las lesenas que enmarcaban cada lado, así como los ventanales, tapiados. El emplazamiento de la nave debía ser al lado, donde está el cementerio del pueblo.